# Божин Талев
Божин Талев е български революционер, деец на Вътрешната македоно-одринска революционна организация.

## Биография
Божин Талев е роден през 1875 година в Битоля, тогава в Османската империя. Завършва IV клас в Битолската българска класическа гимназия и се занимава с учителство. През 1896 година се присъединява към ВМОРО, а по време на Илинденско-Преображенското въстание е четник при Георги Сугарев. През 1906 година Божин Талев влиза в окръжния комитет на ВМОРО в Битоля, но лятото на същата година е осъден на три години заточение в Мала Азия. След Младотурската революция е амнистиран и по-късно се установява в Будапеща, където и умира на 3 декември 1929 година